# Saab 2000

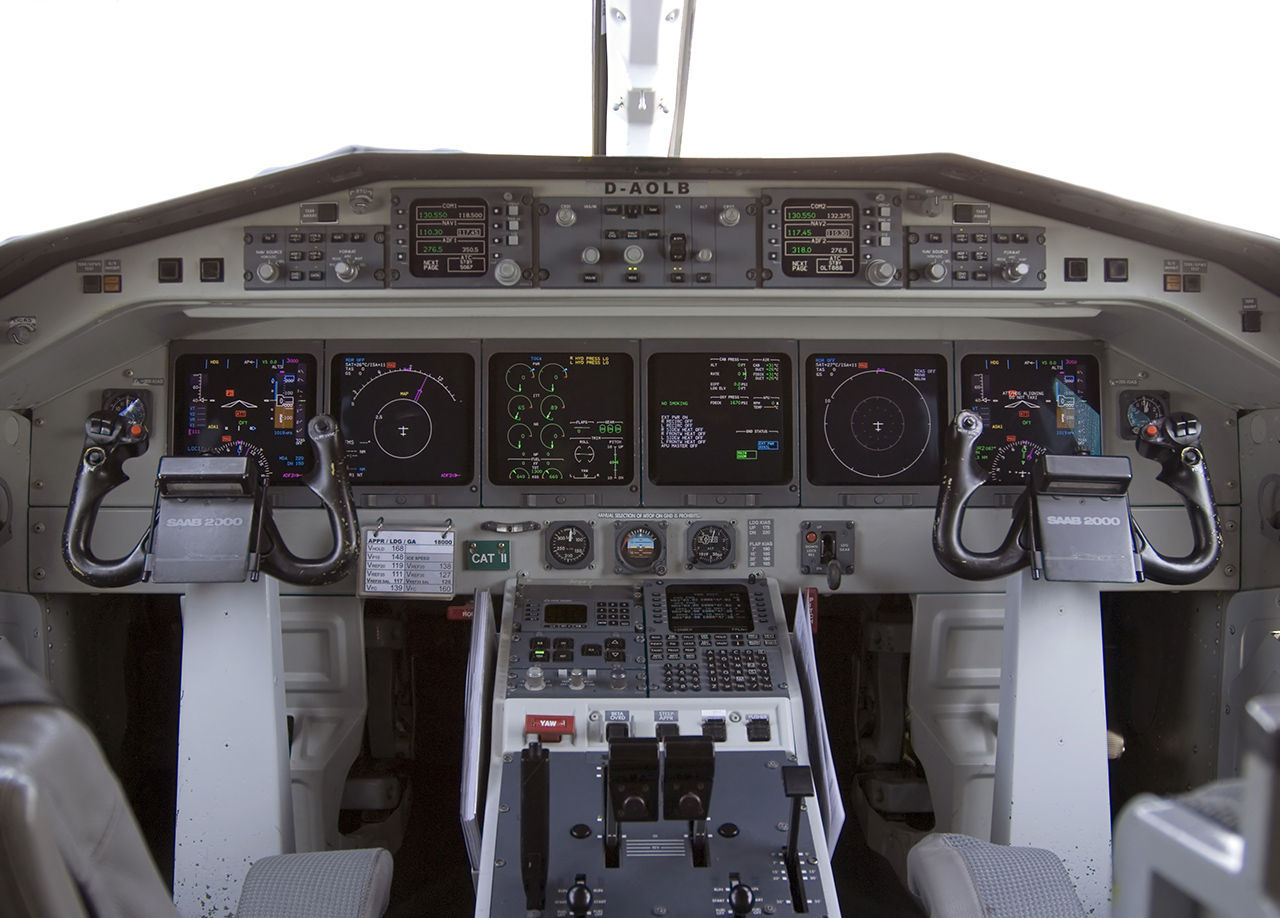
Cockpit einer Saab 2000

Die Saab 2000 ist eine Weiterentwicklung des erfolgreichen Regionalflugzeuges Saab 340. Sie hat im Vergleich zur 30-sitzigen Saab 340 einen gestreckten Rumpf, so dass nunmehr 50 Passagiere mit einer Reisegeschwindigkeit von 665 km/h transportiert werden können.

## Geschichte
Das Projekt wurde von Saab 1988 begonnen. Es war mit Beteiligungen von CASA (Spanien), Westland (England) und Valmet (Finnland) europäisch angelegt. Die erste Maschine flog 1992.
Im Rahmen der Entwicklung kam es zu verschiedenen technischen Neuerungen: So wurden leistungsstarke Allison-Turboprop-Triebwerke mit großen langsamdrehenden sechsblättrigen Propellern eingebaut. Diese Triebwerke leisten pro Seite ca. 3096 kW, in der Kabine sorgt ein elektronisch geregeltes Antischall-System mit vielen Lautsprechern für ein geringes Innengeräusch (Active Noise Control System) und im Cockpit wurde ein modernes EFIS-Cockpit von Rockwell Collins mit sechs Monitoren eingebaut. Auch die Saab 2000 ist mit Druckkabine ausgestattet.
Die ehemalige Schweizer Regionalfluglinie Crossair setzte die Saab 2000 im Regionalbetrieb erfolgreich ein. Im Betrieb zeigte sich nach einem halben Jahr, dass die Saab 2000 dank ihrer für einen Turboprop ungewöhnlich hohen Reisegeschwindigkeit auf der Strecke von Basel nach Dublin im Durchschnitt 8 Minuten schneller war als die dort vorher eingesetzte BAe 146 mit vier Strahltriebwerken.
Doch kaum eine andere Fluggesellschaft war an dem Flugzeug interessiert. Das lag nicht zuletzt daran, dass Regional-Jets anderer Hersteller wie etwa die staatlich hochsubventionierte Embraer ERJ-145 mit einem um 2 Millionen Dollar niedrigeren Preis angeboten wurde oder aber die Bombardier CRJ200 für den gleichen Anschaffungspreis bessere Flugleistungen brachten. Schließlich zog sich Saab nach 63 gebauten Saab 2000 – wovon 34 alleine an Crossair gingen – aus dem zivilen Flugzeugbau zurück. Von den gebauten Saab 2000 flogen 2019 noch 32 Stück.
Bei der Crossair (seit 2002 als Swiss firmierend, 2005 von der deutschen Fluggesellschaft Lufthansa übernommen), wurde dieser Typ auch „Concordino“ genannt, da seine Reisegeschwindigkeit nahezu auf Jet-Niveau liegt.

## Versionen
Saab 2000
Regionalairliner bzw. Zubringerflugzeug mit 50–58 Sitzen für Passagiere sowie im Heck ein Gepäckabteil.
Saab 2000FI
Messflugzeuge für das japanische Civil Aviation Bureau, wovon zwei Stück produziert wurden.
Saab 2000 Erieye AEW & C
Die Luft- und Seeraumüberwachungs- und Führungsleitzentrale-Variante (englisch Airborne Early Warning & Control) ist mit einem AESA-Erieye-Radar ausgestattet. Das Radar des Typ PS 890 der Firma Ericsson ist in einem neun Meter langen kastenförmigen Behälter auf dem Rumpfrücken fest montiert. Das hochauflösende Radar soll relativ resistent gegen EKF-Störeinflüsse sein und Ziele in Kampfflugzeuggröße auf Entfernungen von 450 Kilometern erkennen; Marschflugkörper können in 150 Kilometern Entfernung erkannt werden. Hierzu wird anders als bei üblichen AWACS keine kontinuierliche Rundumsuche betrieben, sondern mittels eines keilförmigen Radarsuchstrahls der Sektor überwacht, welcher von Interesse ist. In der Kabine sind drei Konsolenstationen installiert, mit denen Radaroperatoren den Luftraum überwachen. Den Prototyp stellte Saab am 27. März 2008 in Linköping vor.
Saab 2000MPA „Swordfish“
Diese Seeüberwachungsvariante ist in Planung für Marinen und Offshorekunden. Die Sensorik umfasst ein Seeüberwachungsradar Selex Galileo Seaspray 7500 mit Rundumsicht, ein Ultra-Electronics-Aktivsonarsystem zur Detektion von U-Booten mittels Bojen, Freund-Feind-Erkennung (IFF), elektronische Aufklärungssysteme, ein Selbstverteidigungssystem (DASS) mit Täuschkörperwerfern, Datenlink, Satellitenfunk sowie einen elektrooptischen Turm mit Fernseh- und FLIR-Kamera verbunden mit einem automatischen Identifikationssystem (AIS).

## Nutzung

### Zivile Betreiber

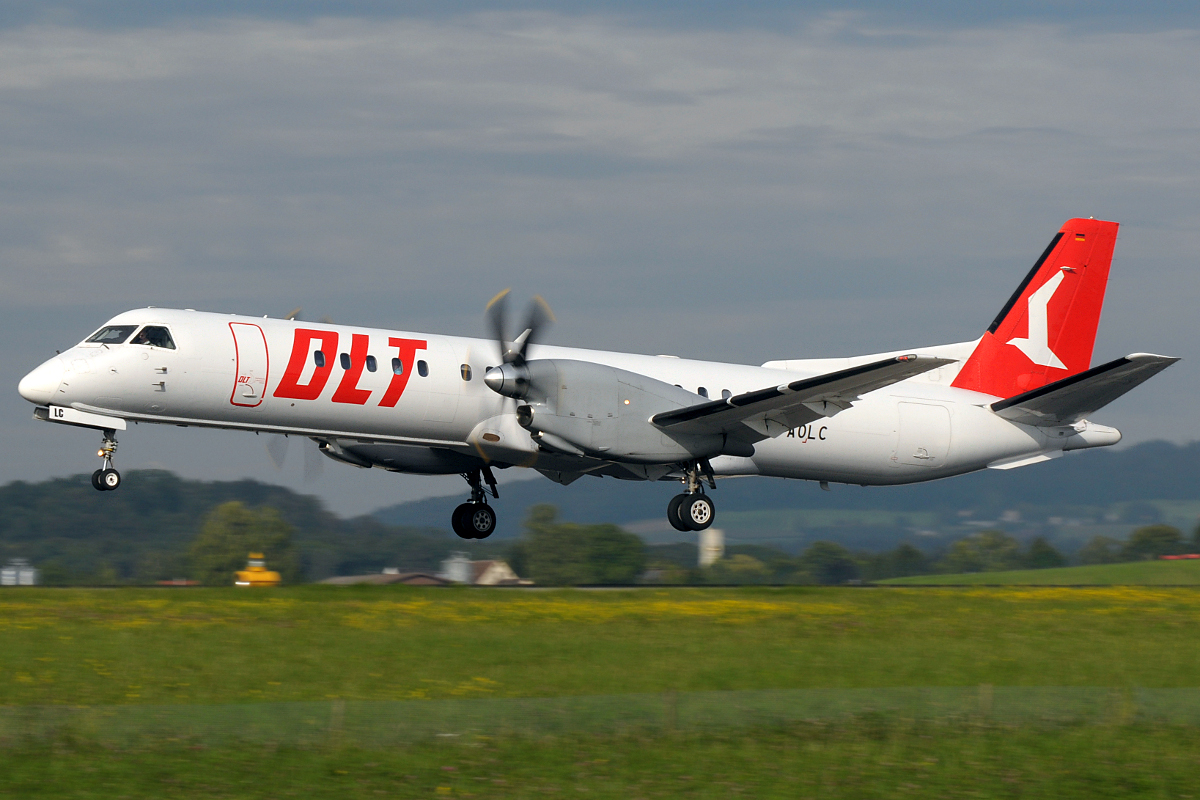
Saab 2000 der OLT Express Germany

Mit Stand vom 5. Februar 2019 werden noch 21 Exemplare der Saab 2000 im Linienverkehr eingesetzt:
- Adria Airways (2)
- Eastern Airways (4)
- Peninsula Airways (6)
- Meregrass Inc (3)

### Militärische Betreiber
Pakistan (Pakistanische Luftwaffe)
8 Saab 2000 (7 AEW & C, 1 Trainer ohne Radarausrüstung)
 Saudi-Arabien (Royal Saudi Air Force)
3 Saab 2000 (2 AEW & C, 1 als Trainer ohne Radarausrüstung)

## Zwischenfälle
Seit ihrer Inbetriebnahme kam es bei fünf Saab 2000 zum Totalverlust, eine davon bei einem Terroranschlag, eine weitere beim Rollen durch Techniker ohne Pilotenlizenz. Bei einem Unfall starb eine Person.
- Am 10. Juli 2002 wurde eine vom Flughafen Basel kommende Saab 2000 der Swiss (Luftfahrzeugkennzeichen HB-IZY) nach mehreren wegen heftiger Gewittertätigkeit abgebrochenen Anflugversuchen auf norddeutschen Flughäfen bei einer Sicherheitslandung auf dem Flugplatz Werneuchen nordöstlich von Berlin beim Überrollen eines Erdwalles so stark beschädigt, dass das Flugzeug als Totalschaden abgeschrieben werden musste. Bei der missglückten Landung wurde eine Person leicht verletzt (siehe auch Swiss-Flug 850).[6]

- Am Nachmittag des 17. Oktober 2019 schoss eine Saab 2000 der PenAir (N686PA) mit 39 Passagieren und drei Besatzungsmitgliedern über die Landebahn des Flughafens Unalaska (Alaska) hinaus. Das Flugzeug rutschte etwa 150 Meter über das Landebahnende hinaus und kam unmittelbar vor dem Ufer der Beringsee, in unmittelbarer Nähe zum Fischereihafen, zum Liegen. Während der Rutschphase brach mindestens ein Propellerblatt des linken Motors ab und durchschlug die Kabine. Dadurch wurden zwei Passagiere schwer verletzt, ein dritter starb kurz nach dem Unfall. Zehn weitere Passagiere wurden leicht verletzt. Die Maschine landete bei leichtem Regen auf der nassen Bahn mit bis zu 27 Knoten Rückenwind (siehe auch PenAir-Flug 3296).[7][8]

## Technische Daten

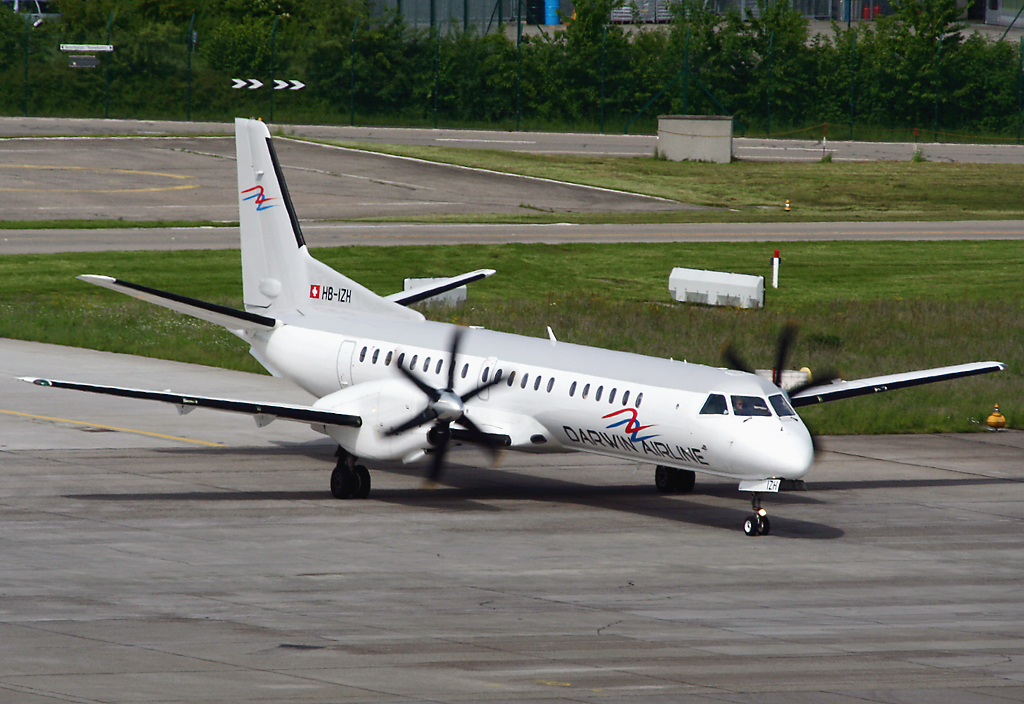
Auf dem Flughafen Zürich gelandete Maschine der Darwin Airline

| Kenngröße                                            | Daten                                                                                         |
| ---------------------------------------------------- | --------------------------------------------------------------------------------------------- |
| Triebwerke                                           | zwei 3096-kW-Turboprop Rolls-Royce AE 2100A mit Sechsblatt-Constant-Speed-Propeller von Dowty |
| Massen                                               |                                                                                               |
| Leermasse                                            | 13.800 kg                                                                                     |
| max. Startmasse                                      | 22.999 kg                                                                                     |
| Flugleistungen                                       |                                                                                               |
| max. Reisegeschwindigkeit                            | 682 km/h bei 25.000 ft (7.620 m)                                                              |
| Long Range Reisegeschwindigkeit                      | 594 km/h                                                                                      |
| Steigleistung                                        | 11,4 m/s                                                                                      |
| Dienstgipfelhöhe                                     | 31.000 ft (9.448,8 m)                                                                         |
| High-Speed-Reichweite mit 50 Passagieren und Reserve | 2.185 km                                                                                      |
| Reichweite bei Long-Range-Reisegeschwindigkeit       | 2.868 km                                                                                      |
| Abmessungen                                          |                                                                                               |
| Spannweite                                           | 24,76 m                                                                                       |
| Länge                                                | 27,28 m                                                                                       |
| Höhe                                                 | 7,73 m                                                                                        |
| Flügelfläche                                         | 55,7 m²                                                                                       |
| Flügelstreckung                                      | 11,0                                                                                          |
| Kapazität                                            |                                                                                               |
| Besatzung                                            | zwei                                                                                          |
| Passagiere                                           | 50 (bei drei Sitzen nebeneinander und 81 cm Sitzabstand)                                      |
| Max. Passagiere                                      | 58 (bei 76 cm Sitzabstand und veränderter Küche und Kleiderschrank)                           |
| Avionik                                              |                                                                                               |
| avionische Geräte                                    | Rockwell Collins Pro Line 4 Avionik-Suite mit integriertem Avionik-Prozessor (IAP)            |
| avionische Geräte                                    | Triebwerksanzeige und Crew Alerting System (EICAS)                                            |
| avionische Geräte                                    | Alarm- und Traffic Collision Avoidance System (TCAS)                                          |
| avionische Geräte                                    | Flugsteuerungssystem (AHRS) und digitales Luft-Daten-System (DADS)                            |

## Selbstverteidigungssysteme
Die AEW&C-Variante verfügt rundherum über mehrere Saab-Avitronics-MAW-300-Raketenanflugssensoren sowie Saab-Avitronics-LWS-310-Laserwarnsensoren. Im Heck sind auf jeder Rumpfunterseite am Heck je ein BOL-Düppelwerfer und je drei BOP-Düppelwerfer installiert. Diese insgesamt 554 Täuschkörperpatronen werden im Bedrohungsfalle vom elektronischen Selbstverteidigungssystem halb- oder vollautomatisch im Sekundentakt ausgestoßen.